# Хюльзер-Берг
Хюльзер-Берг (нем. Hülser Berg — «Хюльсская гора», по городскому району Хюльс) — естественное поднятие ледникового происхождения над террасой Нижнего Рейна, входящее в черту города Крефельд (Германия) и входящее в число охраняемых природных объектов.

## Общая географическая характеристика
Поднятие представляет собой холмистое возвышение с максимальной высотой 63 метра над уровнем моря, что на 31 метр выше окружающей плоской речной долины. Расположено на северо-западе города Крефельд в окружении небольших частных усадьб хуторского типа. Площадь около 1 км². Является высшей естественной точкой города Крефельда, за исключением искусственных холмов, расположенных в двух километрах южнее, имеющих абсолютные высоты, превышающие 70 метров и являющихся объектами утилизации отходов человеческой деятельности.

## Происхождение
Холм образовался в стадию Дренте ледникового периода Заале (Днепровский ледниковый период Русской равнины) на границе его максимального распространения примерно 150 тысяч лет назад. Представляет собой морену напора и сложен рыхлыми отложениями, как местного, так и скандинавского происхождения, среди которых преобладает слабо окатанный песчано-галечный материал с отдельными эрратическими валунами. Несколько таких валунов диамером до 1 метра лежат на поверхности холма.

## Люди на горе
Археологическими исследованиями установлено, что первые люди появились на Хюльзер-Берг в голоцене, примерно 8 тысяч лет назад. В 1979 году экспедиция под руководством Детлефа Штендера (Detlef Stender) обнаружила стоянки периодов мезолита-неолита. Было найдено множество кремнёвых артефактов (наконечники стрел и кремнёвые скребки), позволившие утверждать, что люди проживали на горе значительное время. Сейчас эти находки экспонируются в музее крепости Линн (Крефельд).
Несколько ранее, в 1909 году на холме были обнаружены остатки кельтской крепости. Она была обнесена двойным валом по периметру в 400 метров. Были раскопаны предметы обихода, засвидетельствовавшие о произошедшем крупном пожаре.
Везде по поверхности холма встречаются круглые углубления, служившие печами обжига для гончарных изделий. С XVII по XIX век на холме сложился крупнейший гончарный центр, снабжавший горшечными изделиями и черепицей всё левобережье Нижнего Рейна.
Хюльзер-Берг хранит и печальные страницы своей истории. С 1600 по 1800 год на северо-западе холма совершались казни преступников, поэтому холм иначе называют Гальгенберг, то есть «гора виселицы». Здесь вешали и обезглавливали опасных грабителей и преступников, а также приговорённых на смерть женщин, заподозренных в колдовстве, так называемых ведьм. В настоящее время на холме находится несколько богатых частных усадьб.

## Саги
Местное народное предание связывает с Хюльзер-Берг несколько сказаний. Большая часть из них представляют собой поучительные истории, в том числе и трагические. Например, одна из саг повествует о племени карликов, проживавшем на горе, у которых был свой король. Его убил выстрелом во время охоты некий местный граф. Во время похорон своего короля карлики пели песню и после её окончания один из карликов тонул в озере. Таким образом потонуло всё племя и гора стала пустынной…